# Polybotrya andina
Polybotrya andina är en träjonväxtart som beskrevs av Carl Frederik Albert Christensen. Polybotrya andina ingår i släktet Polybotrya och familjen Dryopteridaceae. Inga underarter finns listade.